# 克莱尔古特
克莱尔古特（法語：Clairegoutte，法語發音：[klɛʁɡut]）是法国上索恩省的一个市镇，属于吕尔区。

## 地理
克莱尔古特（47°39'49"N, 6°37'17"E）面积10.48 平方千米，位于法国勃艮第-弗朗什-孔泰大區上索恩省，该省份为法国东部内陆省份，北起顺时针与孚日省、贝尔福地区省、杜省、汝拉省、科多尔省和上马恩省接壤。
与克莱尔古特接壤的市镇（或旧市镇、城区）包括：马尼达尼贡、弗雷德里克方丹、昂多尔奈、贝尔韦讷、尚帕涅、埃托邦、洛蒙、马尼若贝尔。

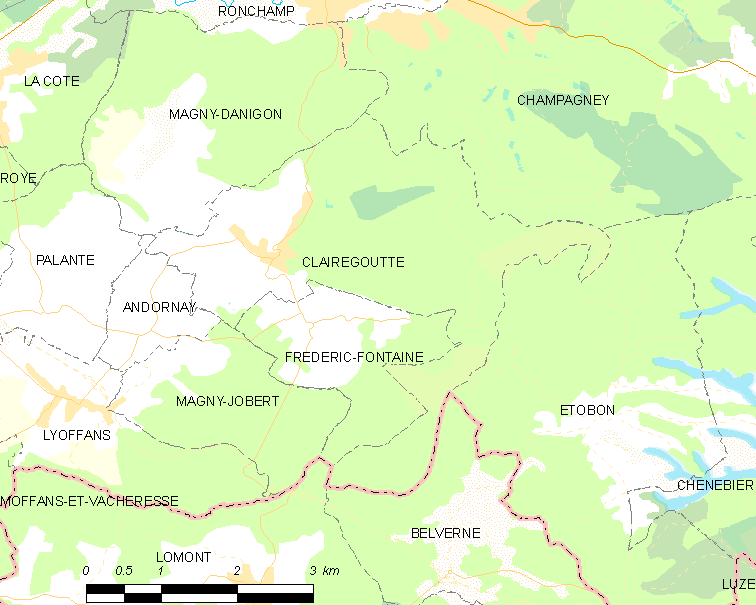
克莱尔古特的OSM定位图

克莱尔古特的时区为UTC+01:00、UTC+02:00（夏令时）。

## 行政
克莱尔古特的邮政编码为70200，INSEE市镇编码为70157。

## 政治
克莱尔古特所属的省级选区为埃里库尔第一县。

## 人口

1962-2008年间克莱尔古特人口变化图示

克莱尔古特于2022年1月1日时的人口数量为348人。